# Pałac Larischa w Krakowie
Pałac Larischa w Krakowie – zabytkowy pałac znajdujący się w Krakowie, w dzielnicy I Stare Miasto przy placu Wszystkich Świętych 6, na rogu z ulicą Bracką 12–14, na Starym Mieście. Obecnie jest własnością Wydziału Prawa i Administracji UJ.

## Historia
Pierwotnie w miejscu obecnego pałacu istniały gotyckie kamienice, które nie później niż w roku 1725 stały się własnością Michała na Zakliczynie Jordana. Na początku lat czterdziestych XVIII wieku jego syn Stefan Jordan postanowił przebudować kamienice na nową rezydencję, w związku z czym na jego zlecenie Francesco Placidi około 1742 roku wykonał projekt barokowego pałacu i rozpoczął realizację. Do dzisiaj z fazy barokowej zachowały się dwie kondygnacje obecnego pałacu. W latach pięćdziesiątych XVIII wieku budowa została wstrzymana z powodu złej sytuacji finansowej Stefana Jordana. 
W 1790 roku pałac kupił książę Massalski i dokończył jego budowę. Elewacja frontowa wznosząca się od ulicy Brackiej była podzielona na trzy części, wyższe po bokach i dłuższy niższy na środku (obecnie nadbudowany). W częściach bocznych zlokalizowano istniejące do dziś barokowe portale. W arkadzie na środku znajdowały się, które na półpiętrze rozdzielały się na dwa boczne wejścia powyżej. Zajmująca narożnik ul. Brackiej i pl. Wszystkich Świętych budowla uzyskała wtedy formę jednorodnego piętrowego pałacu o barokowych cechach stylowych, z portalami ozdobionymi kolumnami, ozdobnymi obramieniami okien i wspaniałym wystrojem fasady i wnętrz reprezentacyjnych pierwszego piętra (Piano nobile). W roku 1807 nowym właścicielem został Szczepan Humbert i on to około 1815 roku zaprojektował i wybudował drugie piętro w obecnej postaci. Pałac nabył w 1833 roku hrabia Karol Larisch (1766–1858). Karol Larisch był znany z działalności społecznej i dobroczynnej, m.in. w 1848 roku został współzałożycielem pierwszej w Krakowie szkoły rzemieślniczej. Tzw. Schody cesarskie, przedłużone przez Humberta do drugiego piętra, w 1851 roku zostały zniekształcone przez zlikwidowanie trzeciego biegu.
Po pożarze Krakowa w 1850 roku, pałac częściowo przebudowano. Pracami kierował Paweł Barański. W 1882 roku na polecenie Larischa dołączono do niego dodatkowy budynek od strony Placu Wszystkich Świętych — ujednolicono wówczas elewację od strony kościoła Franciszkanów i taką postać prezentuje obecnie. Po remoncie Larisch przekazał budynek miastu, które urządziło w nim siedziby kilku instytucji kulturalno-oświatowych (m.in. Towarzystwa Przyjaciół Sztuk Pięknych). To właśnie w pałacu Larischa czasowo eksponowano zbiory Dąbskich z Wojnicza (obrazy, ryciny, monety, medale), które wraz z biblioteką zostały w roku 1845 przekazane w depozyt powstałemu wówczas w Krakowie Towarzystwu Przyjaciół Sztuk Pięknych. Po ekspozycji w Krakowie, kolekcja przeniesiona została w roku 1903 do Rzeszowa. W latach późniejszych w dawnej rezydencji mieściło się pierwsze krakowskie Seminarium Nauczycielskie i Szkoła Ćwiczeń. Przez pewien czas właścicielką pałacu była także hr. Maria Potocka. Obecny kształt budynek uzyskał po remoncie w 2. poł. XIX w. Wtedy to też stał się on oficjalną siedzibą prezydentów Krakowa (był nią do II wojny światowej). 
Po II wojnie światowej znajdowała się tu biblioteka i urząd stanu cywilnego. Po przebudowie i remoncie w 2003 roku na dziedzińcu pałacu wybudowano dwupoziomową salę audytoryjną na ponad 300 osób i dwa mniejsze pokoje (na 50 i 25 osób), do których można transmitować obraz i dźwięk z sesji plenarnej.